# Крестов, Пётр Иванович
Петр Иванович Крестов (8 января 1890 в селе Городец, Пирочинская волость, Зарайский уезд, Рязанская губерния — 19 декабря 1941 в лазарете, лагпункт 1, Вятлаг НКВД, Кировская область) — священномученик Русской православной церкви. Канонизирован 26 января 2002 года в Соборе новомучеников и исповедников Церкви Русской.

## Биография

### Юность
Родился 8 января 1890 года в семье псаломщика Ивана Ивановича Крестова и его жены Любови Алексеевны. Отец умер рано, оставив на попечение жены, работавшей просфорницей в церкви, пятерых детей. В 1911 году Петр Крестов окончил Рязанскую духовную семинарию. Во время учёбы познакомился с девицей Антониной Николаевной Добродеевой, дочерью псаломщика Николая Добродеева. Она училась в Рязанском епархиальном училище. В 1914 году Пётр и Антонина обвенчались. В этом же году они начали работать учителями в школе села Панино Спасского уезда, где жили родители Антонины.

### Годы Первой мировой войны
В 1914 году Петра Крестова призвали в действующую армию, где он служил рядовым солдатом. В 1915 году он попал в плен в болгарском Ловече и был отправлен в немецкий лагерь для военнопленных Штрельков. Там он пробыл около пяти месяцев, а в последующем переводился из лагеря в лагерь (Шпроттау (Нижняя Силезия), Лимбург, Зольтау (Нижняя Саксония). Там в 1918 году и застал Петра конец войны. В июле 1918 года он был освобождён из плена и под Псковом переправлен на родину.

### В Советской России
С июля 1918 года работал учителем сельской школы, по совместительству — инспектором РОНО. В 1922 году рукоположен в иерея. Служил в Пятницкой церкви села Панино Спасского района Рязанской области: с 1922 по 1924 — вторым священником, затем настоятелем. В 1934—1938 гг. там же в сане протоиерея.
В лето 1931 года был арестован и выслан, затем снова арестован в г. Мезень. В феврале 1932 года приговорён к 3 годам лагерей.
После освобождения в январе 1934 года вернулся в село Панино, был благочинным.
В феврале 1938 году снова арестован, и в сентябре приговорён к 5 годам лагерей. До 1940 года содержался в Рязанской тюрьме, затем, до декабря 1941 года, — в Вятлаге НКВД. Умер в заключении.
В 1958 году реабилитирован.